# Maniola illuminata
Maniola illuminata är en fjärilsart som beskrevs av Krulikovski 1908. Maniola illuminata ingår i släktet Maniola och familjen praktfjärilar. Inga underarter finns listade i Catalogue of Life.